# یوری پاتریکیان
یوری پاتریکیان (ارمنی: Յուրի Պատրիկեև؛ زاده ۲۸ سپتامبر ۱۹۷۹ در کیروفو-چپتسک، جمهوری شوروی فدراتیو سوسیالیستی روسیه) کشتی‌گیر اهل ارمنستان-روسیه است. پاتریکیان مدال‌آور چهار دوره در مسابقات قهرمانی جهان، قهرمانی اروپا و بازی‌های المپیک بوده‌است. پاتریکیان رشته کشتی فرنگی را در زادگاهش و در زیر نظر Paul Vertunova آغاز نموده‌است.